# Museum Natur und Mensch (Fribourg-en-Brisgau)
Ne doit pas être confondu avec Museum Mensch und Natur (Musée de l'Homme et de la Nature de Munich).
---
Le Museum Natur und Mensch de Fribourg-en-Brisgau en Bade-Wurtemberg est un musée d'histoire naturelle ouvert en 1895 et dont la directrice est Caroline Hilti.